# Medius
Medius är ett svenskt IT-företag grundat 2001. Företaget säljer molnbaserade lösningar för elektronisk fakturahantering.
Medius hade 2017 runt än 220 anställda och 2000 kunder globalt, många av företagen finns inom detaljhandel och tillverkning. Medius har kontor i Sverige, Norge, Danmark, Nederländerna, Polen, USA, Malaysia och Australien.
Molntjänsterna som företaget säljer är MediusFlow som är avsett för större företag och Ascendo Invoice som är avsett för medelstora och mindre bolag.